# Матеуш Радзивілл
Матеуш Радзиві́лл (лит. Mateušas Radvila, пол. Mateusz Radziwiłł, *1768 — †1818) — військовий діяч литовсько-польського походження часів занепаду Речі Посполитій, перебував на службі в Російській імперії.

## Життєпис
Походив з магнатського роду Радзивіллів, Бердичівської лінії Несвізько-Оліцької гілки. Єдиний син Удальріка Христофора Радзивілла, писаря великого литовського, і Елеонори Каменської. Народився 1768 року. 1770 року помер його батько, а мати вдруге вийшла заміж — за Станіслава Костку Новаковського. Виховував її в Гришковцях поблизу Бердичева. Навчався в кадетському корпусі у Санкт-Петербурзі (Російська імперія). Одружився з донькою російського генерала Євстахія Закшевського. 
1794 року приймав у своєму домі в Гришковцях офіцерів — учасників польського повстання під проводом Тадеуша Костюшка. Водночас активно впливав як на економічну розбудову містечка й округи, так і на життя міської громади. Також підписав розпорядження про обрання самими юдеями більшістю голосів на 3 роки 4 суддів та одного писаря, на яких покладався обов'язок вирішувати всі справи кагалу. Позивачам було надано право оскаржувати рішення цього суду у світських справах перед самим князем. У 1795 році Радзивілл також подарував кагалу Бердичева привілей на виключне право торгівлі сукном.
1795 року після третього поділу Речі Посполитої Матеуш Радзивілл намагався земельні наділи, що були надані Миколаївській церкві його предками, повернути у свою власність. У 1802 році він забрав у Миколаївської церкви всі орні землі разом із хутором, ставком, млином і сінокосом. Натомість виділив землі поряд із селом Семенівка.
У 1809 році влаштував лікарню на 30 осіб із усім необхідним обладнанням, а в 1813 році пожертвував на її утримання 20 000 карбованців. За його клопотанням імператор Олександр I дозволив назвати лікарню на честь великої княгині Єлизавети Олександрівни. 1811 року надав кошти для заснування в Бердичіві приватної школи французького емігранта-єзуїта П'єра Вольсея. Вдруге оженився на стриєчній сестрі Юлії Радзивілл.
Брав участь у війні 1812 року, потім у закордонному поході російської армії до 1814 року. Дослужився до звання генерала й таємного радника. Помер 1818 року.

## Родина
1. Дружина Цецилія, донька Євстахія Закшевського
Діти:
- Олександр (помер у віці 8 років)

2.Дружина — Юлія, донька Миколая XXII Радзивілла
дітей не було